# Eleição municipal de Codó em 2000
A eleição municipal de Codó em 2000 ocorreu em 1 de outubro do mesmo ano, para a eleição de um prefeito, um vice-prefeito e mais 17 vereadores. O prefeito era Ricardo Archer, do PSDB, que tentou a reeleição e acabou sendo reeleito para o mandato de 1º de janeiro de 2001 a 31 de dezembro de 2004.

## Candidatos a prefeito
|  | Nº | Candidato(a) a prefeito | Candidato(a) a prefeito                                      | Candidato(a) a vice-prefeito | Candidato(a) a vice-prefeito                                 | Coligação |
|  | -- | ----------------------- | ------------------------------------------------------------ | ---------------------------- | ------------------------------------------------------------ | --- |
|  | 23 |                         | Dr. Augusto Brandão (PPS) Augusto Aristóteles Matões Brandão |                              | Dr. Machado (PPS) Francisco Antônio Ribeiro Assunção Machado | "Construindo Alternativa para um Codó Melhor" - Partido Popular Socialista (PPS) - Partido dos Trabalhadores (PT) |
|  | 41 |                         | Biné Figueiredo (PSD) Benedito Francisco Silveira Figueiredo |                              | Zé Francisco Neres (PSD) José Francisco Lima Neres           | "Codó para os Codoenses" - Partido Social Democrático (PSD) - Partido da Frente Liberal (PFL) - Partido Social Cristão (PSC) |
|  | 45 |                         | Ricardo Archer (PSDB) Ricardo Antônio Archer                 |                              | Marcolino Júnior (PSDB) José Marcolino Júnior                | "Codó Pede Bis" - Partido da Social Democracia Brasileira (PSDB) - Partido Progressista Brasileiro (PPB) - Partido Verde (PV) - Partido Republicano Progressista (PRP) - Partido do Movimento Democrático Brasileiro (PMDB) - Partido Social Liberal (PSL) - Partido Trabalhista Brasileiro (PTB) - Partido Liberal (PL) |
|  | 12 |                         | Zito Rolim (PDT) José Rolim Filho                            |                              | Iedo Barros (PDT) Iedo Oliveira Barros                       | "União Pela Libertação de Codó" - Partido Democrático Trabalhista (PDT) - Partido Renovador Trabalhista Brasileiro (PRTB) |

## Resultado da eleição para prefeito
| 1º Turno 1 de outubro de 2000 | 1º Turno 1 de outubro de 2000 | 1º Turno 1 de outubro de 2000 | 1º Turno 1 de outubro de 2000 |
| Candidato(a)                  | Vice                          | Votação                       | Votação                       |
| Candidato(a)                  | Vice                          | Total                         | Porcentagem                   |
| ----------------------------- | ----------------------------- | ----------------------------- | ----------------------------- |
| Ricardo Archer (PSDB)         | Marcolino Júnior (PSDB)       | 19.327                        | 49,37%                        |
| Biné Figueiredo (PSD)         | Zé Francisco Neres (PSD)      | 15.731                        | 40,18%                        |
| Zito Rolim (PDT)              | Iedo Barros (PDT)             | 3.712                         | 9,48%                         |
| Dr. Augusto Brandão (PPS)     | Dr. Machado (PPS)             | 381                           | 0,97%                         |
| Total de votos válidos        | Total de votos válidos        | 39.151                        | 100,00%                       |
| Votos apurados                |                               |                               |                               |
| Votos válidos                 | Votos válidos                 | 39.151                        | 90,71%                        |
| Votos em branco               | Votos em branco               | 338                           | 0,78%                         |
| Votos nulos                   | Votos nulos                   | 3.674                         | 8,51%                         |
| Total de votos apurados       | Total de votos apurados       | 43.163                        | 100,00%                       |
| Eleitores                     |                               |                               |                               |
| Comparecimento                | Comparecimento                | 43.163                        | 70,65%                        |
| Abstenções                    | Abstenções                    | 17.933                        | 29,35%                        |
| Total de eleitores            | Total de eleitores            | 61.096                        | 100,00%                       |